# Eric Portman

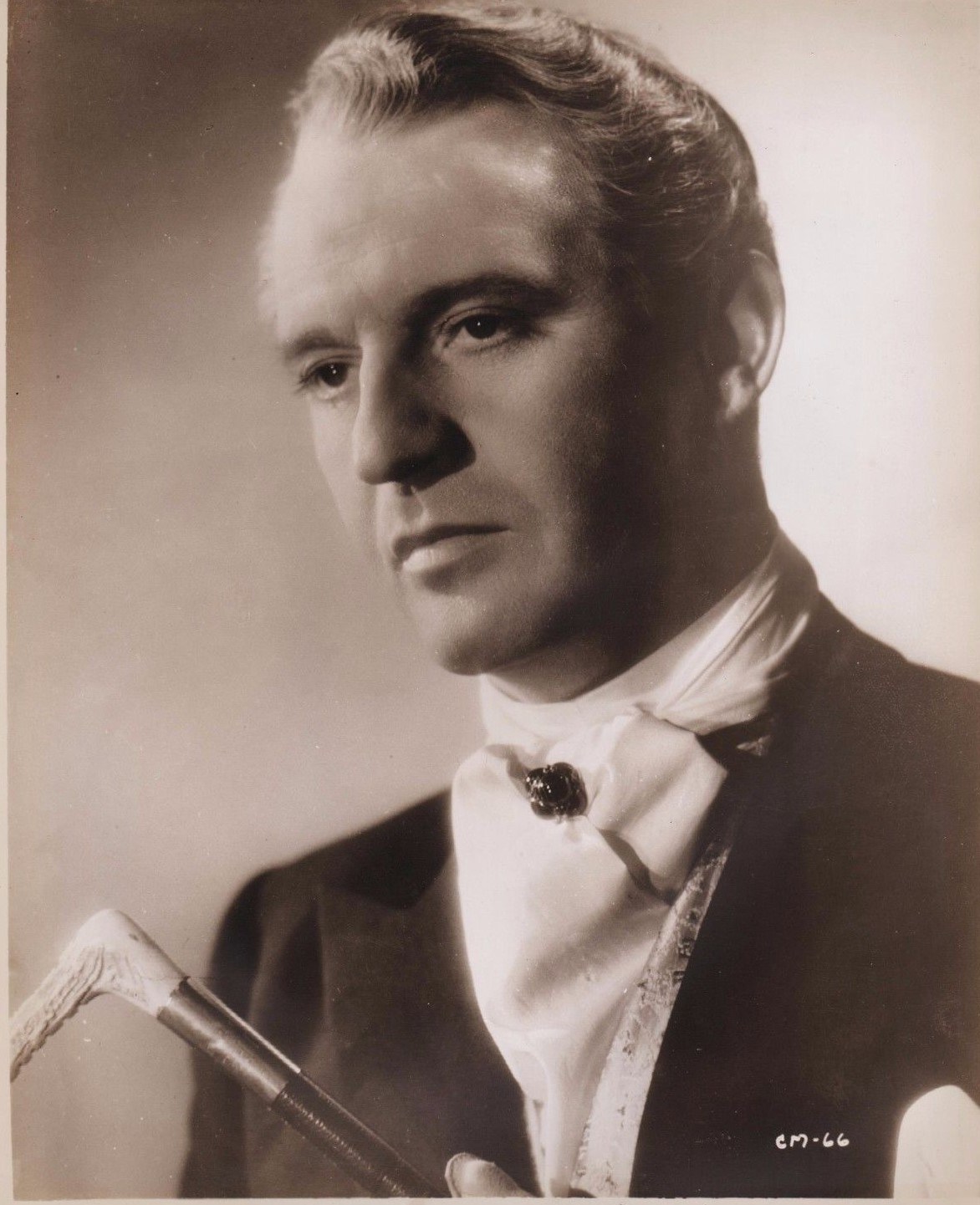
Eric Portman (1948)

Eric Harold Portman (* 13. Juli 1901 in Akroydon bei Halifax, Yorkshire, Großbritannien; † 7. Dezember 1969 in St Veep, Cornwall) war ein britischer Charakterschauspieler bei Bühne und Film.

## Leben
Eric Harold Portman, Sohn von Matthew und Alice Portman, begann sein Berufsleben 1922 als Verkäufer in Leeds. 1924 debütierte er als Profischauspieler am Theater in London in dem Stück Die Komödie der Irrungen. Wenig später folgte er einem Ruf an das Londoner Old Vic. Dort gab er 1928 eine vielbeachtete Interpretation des Romeo in William Shakespeares Romeo und Julia und überzeugte im Jahr darauf als Stephen Undershaft in einer Aufführung von G.B. Shaws Major Barbara.
1935 fiel Eric Portman mit einer Verschwörer-Rolle in Karl Grunes im Vorjahr gedrehten, aufwändigen Abenteuerfilm Der rote Sultan an der Seite Fritz Kortners erstmals in einem Kinofilm auf. Portman blieb die kommenden drei Jahrzehnte auf undurchsichtige, ernste und mehrfach auch zwielichtige Charaktere mit tadellosen Manieren und eisiger Ausstrahlung abonniert. Meist handelte es sich um zweite Haupt- oder große Nebenrollen. Viele seiner B-Filmproduktionen waren Krimis, in denen Portman Inspektoren, eines Verbrechens bezichtigte Ehemänner aber auch unheimliche Mörder (wie den in Gary Coopers letztem Film Ein Mann geht seinen Weg) verkörperte.
Am überzeugendsten agierte Portman in Rollen gestrenger, disziplinierter und grimmig blickender, hochrangiger Herren. Eine typische Portman-Rolle der späten Jahre war sein einst in Adolf Hitlers U-Boot-Flotte dienender, nunmehr auf ein von Richard Widmark geführtem NATO-Schiff abkommandierter Kommodore Schrepke in dem Kalten-Kriegs-Seedrama Zwischenfall im Atlantik. Im Powell&Pressburger-Film A Canterbury Tale spielte Portman einen ambivalent erscheinenden Friedensrichter und Hobby-Lokalhistoriker, der jungen Mädchen Kleber in die Haare schmiert. Eine schöne Altersrolle hatte er an der Seite von Edith Evans drei Jahre vor seinem Tod mit dem Archie Ross, dem windigen Ehemann einer alten Dame, in dem kammerspielhaften Drama Flüsternde Wände erhalten.
Bereits 1936 war Portman für ein filmisches Gastspiel nach Hollywood (Mit eiserner Faust) geholt worden. Er blieb nach Ende der Dreharbeiten bis 1938 in den USA und trat in New York unter anderem im Spätherbst 1937 in dem Theaterstück Madame Bovary (nach Gustave Flaubert) auf. Portman fühlte sich trotz regelmäßiger Filmarbeit bis zuletzt hauptsächlich der Bühne verbunden, spielte von 1956 bis 1962 erneut mehrfach am Broadway (1957 Nominierung für den Tony Award für seine Leistung in dem Stück Separate Tables) und absolvierte seinen letzten Bühnenauftritt 1968 im heimatlichen London in John Galsworthys Stück Justice.
Eric Portman hat bereits 1938 erstmals in Fernsehaufzeichnungen mitgewirkt und trat bis zuletzt (1969) auch weiterhin immer wieder in TV-Produktionen auf.

## Filmografie (Auswahl, nur Kino)
- 1933: The Girl From Maxim’s
- 1934: Maria Marten
- 1935: Der rote Sultan (Abdul the Damned)
- 1935: Hyde Park Corner
- 1935: Old Roses
- 1936: The Cardinal
- 1936: Hearts of Humanity
- 1937: Die Mondscheinsonate (Moonlight Sonata)
- 1937: Mit eiserner Faust (The Prince and the Pauper)
- 1941: 49th Parallel
- 1942: One of Our Aircraft Is Missing
- 1943: Squadron Leader X
- 1943: We Dive at Dawn
- 1943: Millions Like Us
- 1943: Escape to Danger
- 1944: A Canterbury Tale
- 1945: Great Day
- 1946: Das dämonische Ich (Wanted for Murder)
- 1946: Zwei Welten (Men of Two Worlds)
- 1947: Der perfekte Mörder (Dear Murderer)
- 1947: The Mark of Cain
- 1948: Corridors of Mirrors
- 1948: Daybreak
- 1948: The Blind Goddess
- 1949: Der Meisterdieb von Paris (The Spider and the Fly)
- 1950: Achtung Kairo … Opiumschmuggler (Cairo Road)
- 1951: Der wunderbare Flimmerkasten (The Magic Box)
- 1952: His Excellency
- 1953: Abenteuer in Algier (South of Algiers)
- 1955: Im Schatten der Zitadelle (The Colditz Story)
- 1955: Lockende Tiefe (The Deep Blue Sea)
- 1956: Ein Kind kommt ins Haus (Child in the House)
- 1957: The Good Companions
- 1961: Ein Mann geht seinen Weg (The Naked Edge)
- 1962: Freud
- 1963: West Eleven
- 1965: Zwischenfall im Atlantik (The Bedford Incident)
- 1966: Der Spion mit der kalten Nase (The Spy With a Cold Nose)
- 1967: Flüsternde Wände (The Whisperers)
- 1967: Nummer 6 (The Prisoner; Fernsehserie, 1 Folge)
- 1968: Sein gefährlichster Auftrag (Assignment to Kill)
- 1968: Die Todesfalle (Deadfall)